# 阿德森冰原島峰
阿德森冰原島峰（英語：Anderson Nunataks），是南極洲的冰原島峰，位於帕爾默地，處於斯威尼山脈東北端，美國地質調查局根據測量和該國海軍的空中照片繪入地圖，現時由南極條約體系管理。

## 外部連結
- US Geological Survey Official Site （页面存档备份，存于）

75°6′S 68°18′W / 75.100°S 68.300°W